# Kecamatan Cibeunying Kaler
Kecamatan Cibeunying Kaler är ett distrikt i Indonesien.   Det ligger i provinsen Jawa Barat, i den västra delen av landet, 120 km sydost om huvudstaden Jakarta.